# 도음로
도음로(Doum-ro)는 대한민국의 경상북도 포항시 북구 신광면에서 흥해읍을 거쳐 연결하는 도로이다.

## 노선 경로
- 도음산사거리 - 비학로 (국가지원지방도 제68호선)
- 학령교 - 동해대로 (국도 제28호선)
- 달전오거리 - 소티재로 (국도 제7호선), 달전로, 성곡길